# Pat Fraley
Pat Fraley (ur. 18 lutego 1949) – amerykański aktor głosowy.

## Filmografia
- 1982–1983: The Incredible Hulk jako major Talbot
- 1985: Zapasy z Hulkiem Hoganem jako Hillbilly Jim
- 1987: Jeździec srebrnej szabli jako Fireball
- 1987: Wielka ucieczka Misia Yogi
- 1987: Wojownicze Żółwie Ninja jako Krang / Casey Jones
- 1988: Denver, ostatni dinozaur jako Denver
- 1988: Złych czterech i pies Huckleberry jako Finky Dalton
- 1989: Gwiezdny Królewicz jako Windchaser / Air Mutoid Warrior / Land Mutoid Warrior
- 1990: Widget jako Mega Drań (Mega Slank)
- 1990: Komandosi z podwórka
- 1990: Czarnoksiężnik z krainy Oz
- 1991: Pan Boguś
- 1992: Twinkle – przybysz z Krainy Marzeń
- 1992: Rodzina Addamsów jako Kuzyn Itt
- 1992: Kowboje z Krowigrodu jako Mumontana
- 1998: Oh Yeah! Cartoons
- 2001: Dziewięć psów Świętego Mikołaja
- 2003: Wielka przygoda prosiaczka Wilbura: Sieć Charlotty 2
- 2006: Kacper: Szkoła postrachu jako narrator, Scare Center Host #1, Wilkołak, Wolfie
- 2007: Jestem legendą  jako prezydent (głos)
- 2007: Garfield – kot prawdziwy